# Valdefuentes de Sangusín
Valdefuentes de Sangusín és un municipi de la província de Salamanca a la comunitat autònoma de Castella i Lleó.

## Demografia
| 1991 | 1996 | 2001 | 2004 |
| ---- | ---- | ---- | ---- |
| 374  | 344  | 309  | 301  |